# ハワイ州承認法
ハワイ州承認法（ハワイしゅうしょうにんほう、英語: An Act to Provide for the Admission of the State of Hawaii into the Union; Pub.L. 86–3, 73 Stat. 4 1959年3月18日制定）は、アメリカ合衆国議会が制定し、ドワイト・D・アイゼンハワー大統領が署名したアメリカ合衆国の法律で、ハワイ準州を昇格し、ハワイ州を50番目の州として連邦に加盟させた。ハワイ州は1959年8月21日に設立され、ハワイ州は、米国に加盟した最も新しい州となっている。

## ハワイにおける州制度と国際法
1959年以前、ハワイはアメリカ合衆国の準州であった。準州は1900年にハワイ基本法によって設立され、1946年、国際連合がハワイを米国の管理下にある非自治領としてリストアップした（1946年12月14日 55(I)決議）。他に、米国の管理下にある非自治領として、アラスカ準州、アメリカ領サモア、グアム、パナマ運河地帯、プエルトリコ、バージン諸島などが挙げられた。

## 州制への投票

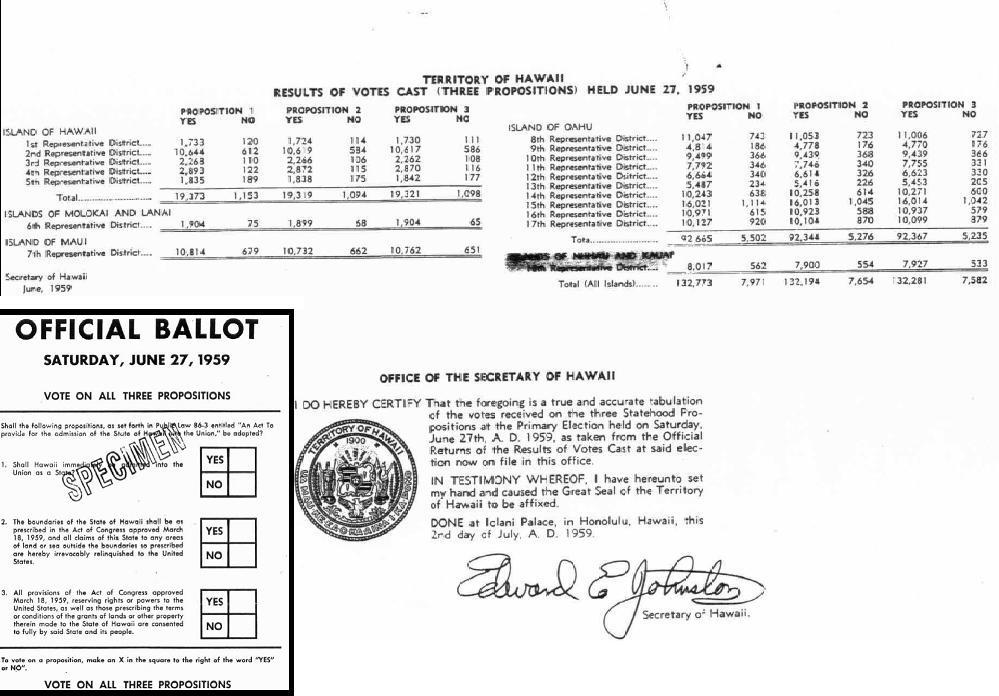
承認法の公式投票用紙のコピー（挿入図）と州制への住民投票の結果

ハワイ諸島の総人口60万人、登録有権者数15万5千人のうち、14万票が投じられ、ハワイでは過去最高の投票率となった。この投票では、すべての主要な島の有権者から93％以上の賛成率が得られ、約14万票のうち、否決したのは8,000票に満たなかった。

### 反発
ハワイの州昇格には、さまざまな問題があった。ハワイのネイティブ・アメリカンは、州昇格に反対していた。また、1900年代初頭から、ハワイ州設立のためのさまざまな法案が議会で審議されていた。アジア系アメリカ人の人口が多いことから、少数民族が統治する州を設立することへの不安があった。議員の中には、抗議行動や忠誠心の分裂を考慮して、ハワイ住民の米国への忠誠心を心配する者もいた。
ハワイ民主党のジョン・A・バーンズがハワイ準州議会の代表に選出されると、南部の指導者たちは、バーンズの選出はハワイが共産主義の天国である証拠だと非難した。バーンズは1959年になってから、州化運動に対する妨害を反省し、ワシントンではなく島々での州化への抵抗を重視するようになった。

10年前、いや60年前と言っても過言ではないほど、ハワイが州昇格できなかった理由は、議会ではなくハワイにある。ハワイ州化に最も効果的に反対してきたのは、常にハワイ自身であった。ほとんどの場合、それは隠れて行われ、他の旗の下に行進していた。そのような反対派は、ハワイの人々一般の利益や願望に決定的に反していたため、自らを明らかにすることができなかった。

### 南部の議員
バーンズは、人種に基づく非難は不当であり、共産主義者がハワイを支配しているというのは誤りであると、他の議員に働きかけた。
特に、リンドン・ジョンソン率いる南部の民主党がハワイ州の各法案を阻止していたため、バーンズは積極的に働きかけた。
エリザベス・P・ファーリントンは、ハワイの代議員としての席を離れる際に、「リンドン・ジョンソンはハワイ州の味方ではありませんでした。彼が22回私達に反対票を投じました。彼は、南部の人種的な反対勢力を代表していたので、できる限りのことをしたのです」と語った。
ジョンソンは、黒人の公民権を支持していたにもかかわらず、ハワイが人種隔離に反対する議員を議会に送り込むことを恐れていた。だが、ジョンソンは最終的に、ハワイの州化に賛成する立場に変わった。

### アリス・カモキラ・キャンベル
1946年1月17日、ハワイ王国崩壊53周年記念日に、ハワイの州化に反対する数少ない声の1つであるアリス・カモキラ・キャンベル準州上院議員が、州化に関する調査・報告のために派遣された議会合同委員会で証言した。カモキラ・キャンベルは、イオラニ宮殿で600人の観衆の前で演説し、しばしば拍手喝采を浴びた。

私は思いません。 私たちは、議会でのわずかな票のため、この島の先住民の伝統的な権利と特権を放棄しなければならないとは思いません。私たちは、長い歴史のあるハワイを愛する者として、私たちの海岸に残りたいという外国人の欲のために、私たちの生まれながらの権利を犠牲にしなければならないとは思いません。私たちは、ハワイの友人を装っている一部の膨張した実業家や政治家の権力と支配への渇望を満足させなければならないとは思いません。彼らは、この島の人々を支配するための財政的、政治的な圧力をかけるボタンに目を光らせている。

1947年、カモキラ・キャンベルは「反州制クリアリングハウス」を開設し、「州制度の反対に関する情報、報告、議論を議会に送る活動」を行っていた。
1949年3月29日、カモキラ・キャンベルはハワイ州委員会を訴え、州昇格のためのロビー活動に公金を使うことを止めさせ、ハワイ州委員会を設立した法律の一部を無効にすることに成功した。

## 州の成立
ハワイ州の領土は、この法律で以下のように定義された。